# La Rage de la casse
 (février 2024).
Si vous disposez d'ouvrages ou d'articles de référence ou si vous connaissez des sites web de qualité traitant du thème abordé ici, merci de compléter l'article en donnant les références utiles à sa vérifiabilité et en les liant à la section « Notes et références ».
Pour plus de détails, voir Fiche technique et Distribution.
La Rage de la casse (Stunt Rock) est un drame romantique musical australo-américano-néerlandais réalisé par Brian Trenchard-Smith et sorti en 1978.

## Fiche technique
- Titre : La Rage de la casse
- Titre original : Stunt Rock
- Réalisation : Brian Trenchard-Smith
- Scénario : Paul-Michel Mielche Jr. et Brian Trenchard-Smith
- Musique : Sorcery
- Décors :
- Costumes : Margaret Rose
- Photographie : Helmen Ilmer et Robert Primes
- Montage : Beth Bergeron et Robert Leighton
- Production : Martin Fink
  - Producteur délégué associé : Arnie Frank
  - Producteur délégué : Hermen Ilmer
  - Producteur associé : Anne Strasburg
  - Coproducteur : Brian Trenchard-Smith
- Sociétés de production : Intertamar et Trenchard Productions
- Société de distribution : GUO Film Distributors, Concorde Film et Film Ventures International
- Pays de production :  Australie,  Pays-Bas et  États-Unis
- Langue originale : anglais
- Format : couleur — 2,35:1
- Genre : Drame romantique musical
- Durée : 86 minutes
- Dates de sortie :
  - Pays-Bas : 30 juin 1978
  - France : 12 décembre 1979
  - États-Unis : 9 mai 1980

## Distribution
- Grant Page : lui-même
- Monique van de Ven : elle-même
- Margaret Trenchard-Smith : Lois Willis
- Paul Haynes : le roi des Sorciers
- Curtis Hyde : le prince des ténèbres
- Greg Magie : le chanteur principal
- Smokey Huff : le guitariste principal
- Richie King : le bassiste
- Perry Morris : le percussionniste
- Doug Loch : le claviste
- Richard Blackburn : l'agent
- Ron Raley : le réalisateur de télévision
- Chris Chalen : l'escapologiste
- Barbara Paskin : elle-même
- Yana Nirvana : l'assistante réalisateur
- Phil Hartman : l'assistant de Monique
- Brian Trenchard-Smith : lui-même